# Sorry, Blame It on Me
Sorry, Blame It on Me är en låt skriven av Akon, som släpptes den 27 juni 2007. Akon blev, i maj 2007, anklagad för att ha antastat en 14-årig flicka på en nattklubb i Trinidad. I texten ber han bland annat om ursäkt till sin familj, Gwen Stefani, och den 14-åriga flickan.